# Краевский, Михал (каменщик)
Михал Краевский (пол. Michał Krajewski; 21 ноября 1904, Астрахань — 1 января 1993) — строитель; польский каменщик, ударник труда, многолетний сотрудник Министерства промышленного строительства Польской Народной Республики (ПНР).
Краевский работал в Рабочей ассоциации создателей культуры, советником министра промышленного строительства и инспектором в этом министерстве. Работал для рационализации строительства в Институте строительной механизации и технического прогресса (1948—1969).

## Биография
В 1930 году окончил школу мастеров строительства во Львове. В 1919—1936 годах работал строителем.
В 1929—1934 годах Краевский был членом Коммунистического союза польской молодёжи, в 1930—1934 годах — членом Международной организации помощи революционерам.
В 1937—1939 годах Краевский был заключён в тюрьму за участие в крестьянской забастовке в Тарнуве.
В 1939—1942 годах Краевский работал на стройках в Астрахани, Орске и Ташкенте.
В 1942 году вступил в Союз польских патриотов в СССР. В 1945—1948 годах Краевский служил в Народном польском войске. Будучи солдатом Польской народной армии, сформированной в СССР, он прошёл боевой путь 1-й польской армии по маршруту Сельцы — Варшава — Колобжег — Берлин — Эльба.
В 1945—1948 годах Краевский был членом Польской рабочей партии, затем Польской объединённой рабочей партии.
После службы Краевский работал в Москве на стройке. Вернувшись в Польшу из СССР, он стал инициатором так называемого трудового конкурса по кирпичной кладке и принадлежал к наиболее известным ударникам труда коммунистического периода. Вскоре Краевский стал одним из самых известных лидеров труда в Польской Народной Республике.
Изучив опыт советских каменщиков (в частности — Максименко С. С.), Михал Краевский первым ввёл «бригадную систему» строительных работ на стройках Варшавы, значительно ускорив кладку кирпичей. Несмотря на весь скептицизм нововведений Краевского, вскоре его поддержали не только каменщики Варшавы, но и Познани, Лодзи и других городов Польши. Благодаря увеличившемуся профессионализму узконаправленных специалистов, бригадами каменщиков был достигнут результат — укладка до 77 000 кирпичей за 8 часов.
В 1948—1949 годы на месте разрушенных зданий в районе Повисле в рамках строительства Трассы Восток-Запад (пол. Trasa W-Z) и Слёнско-Домбровского моста по проекту Зигмунта Стемпинского Краевский среди других возводит жилой комплекс Мариенштат в Варшаве, с которого и началось движение строителей-передовиков производства.
В 1948—1954 годах — член Варшавского комитета ПЗПР, делегат I (1948 год) и II (1954 год) съезда ПЗПР.
В 1949 году 22 июля Михал Краевский был одним из первых награждённых орденом Строителей Народной Польши. В ноябре он стал членом Национального комитета по празднованию 70-летия со дня рождения Иосифа Сталина.
В 1950—1953 годах — заместитель председателя Национального столичного совета в Варшаве. В 1950—1954 годах — заместитель члена ЦК ПЗПР.
В 1954 году Краевский — уполномоченный министра промышленного строительства по внедрению в строительстве инновационных методов труда.
В 1954—1956 годах председатель Совета столицы Варшавы; Член Общества польско-советской дружбы.
В 1974—1979 годах — был членом Главного совета Общества моральной культуры.
В 1978—1980 годах — был активным членом Клуба трудящихся-писателей.
С 1980 года председатель Рабочей ассоциации творцов культуры.
С 1982 года он был главным редактором раз в две недели журнала «Творчество работников» (пол. Twórczość Robotników).
С 1983 года член Союза польских писателей, член Национального совета по культуре. В 1983 году вышел цветной польский документальный фильм, рассказывающий о деятельности объединения работников различных отраслей искусства, председателем которого был известный в Варшаве каменщик Михал Краевский так называемого «периода кирпичной кладки».

## Автобиографические публикации
- Краевский М. «3400 кирпичей за 8 часов» = «3400 cegieł w ciągu 8 godzin» (пол.). — Отчёт. — 1948.[12].
- «Люди на лесах» = «Ludzie rusztowań» (пол.). — (вместе с Богданом Остроменским[пол.]). — 1950.[12].
- «Место постоянного проживания» = «Miejsce stałego zamieszkania» (пол.). — Дневник / автобиографический роман. — 1951.[12].
- «Строительство» = «Budowa» (пол.). — Рассказ. — 1953.[12].
- «Разговор о тех днях Мариенштат» = «Mów o tych dniach Mariensztacie» (пол.).[13] — дневник 1975 года[12].

## Награды и почести
Михал Краевский был одним из первых награждён орденом Строителей Народной Польши 22 июля 1949 года.
Все награждения Краевского:
- Награда столицы Варшавы (1985)
- Орден Строителей Народной Польши (1949)
- Орден Virtuti military, V класс
- Рыцарский крест ордена Полонии Реститута
- Орден «Крест Грюнвальда», 3-й класс
- Золотой Крест Заслуги
- Медаль 10-летия Народной Польши
- Медаль 30-летия Народной Польши
- Медаль 40-летия Народной Польши
- Медаль «За Варшаву 1939—1945»
- Медаль «За Одру, Нису и Балтику»
- Медаль «Победы и Свободы» (1945)
- Медаль «За участие в боях за Берлин»
- Медаль имени Людвика Вариньски[пол.]
- Почётный знак «За заслуги перед Варшавой»[пол.]